# Aciduria 2-Hidroxiglutarică

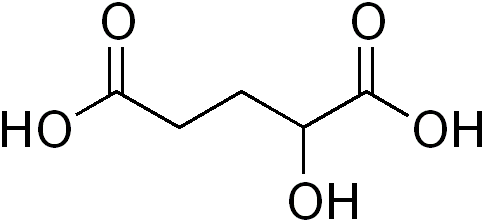
Acidul Alfa Hidroxiglutaric

Aciduria 2-hidroxiglutarică este o afecțiune rară neurometabolică caracterizată prin nivelurile semnificativ crescute de acid hidroxiglutaric în urină. Este o boală autosomal recesiv sau autosomal dominant . 

## Prezentare
Simptomele acestei afecțiuni sunt următoarele: 
- handicap intelectual
- hipotonie musculară
- encefalită
- convulsii
- afazie

## Cauze

Majoritatea formelor de acidurie 2-Hidroxiglutarică au un model autosomal recesiv de moștenire.

Este o boală moștenită genetic. 

## Diagnostic

### Clasificare
Aciduria 2-hidroxiglutarică este o acidurie organică, iar din cauza proprietății stereoizomerice a 2-hidroxiglutaratului se disting diferite variante ale acestei afecțiuni: 

#### L-2-acid hidroxiglutaric
Forma L-2 este mai frecventă, mai severă și afectează în principal sistemul nervos central . Ganglionii bazali sunt afectați, iar cavitățile chistice în materia albă a creierului sunt frecvente, începând de la început. Acest formular este cronica, cu simptome timpurii, cum ar fi hipotonie, tremor, și epilepsie în scădere în spongiformă leucoencefalopatia, musculare choreodystonia, retard mintal, și psihomotorii de regresie. 
Este asociat cu L2HGDH , care codifică L-2-hidroxiglutarat dehidrogenază.  L-2-hidroxiglutaratul este produs prin acțiunea promiscuă a malatului dehidrogenazei asupra 2-oxoglutaratului, iar L-2-hidroxiglutarat dehidrogenazei este un exemplu de enzimă de reparație a metabolitului care oxidează L-2-hidroxiglutarat înapoi la 2-oxoglutarat. 

#### D-2-acid hidroxiglutaric
Forma D2 este rară, cu simptome incluzând macrocefalie, cardiomiopatie, retard mental, hipotonie și orbire corticală.  Este cauzată de mutații recesive în D2HGDH  (tip I) sau de mutații câștigătoare ale funcției dominante în IDH2  (tip II). 

#### Aciduria combinată D-2- și L-2-hidroxiglutarică
Forma combinată se caracterizează prin encefalopatie epileptică cu debut sever timpuriu și absența progresului dezvoltării.  Este cauzată de mutații recesive din SLC25A1 care codifică purtătorul citrat mitocondrial. 

## Tratament
Tratamentul acidurii 2-Hidroxiglutarice se bazează pe controlul convulsiilor, prognosticul depinde de cât de severă este starea. 